# Test de Schilling
Pour les articles homonymes, voir Schilling.

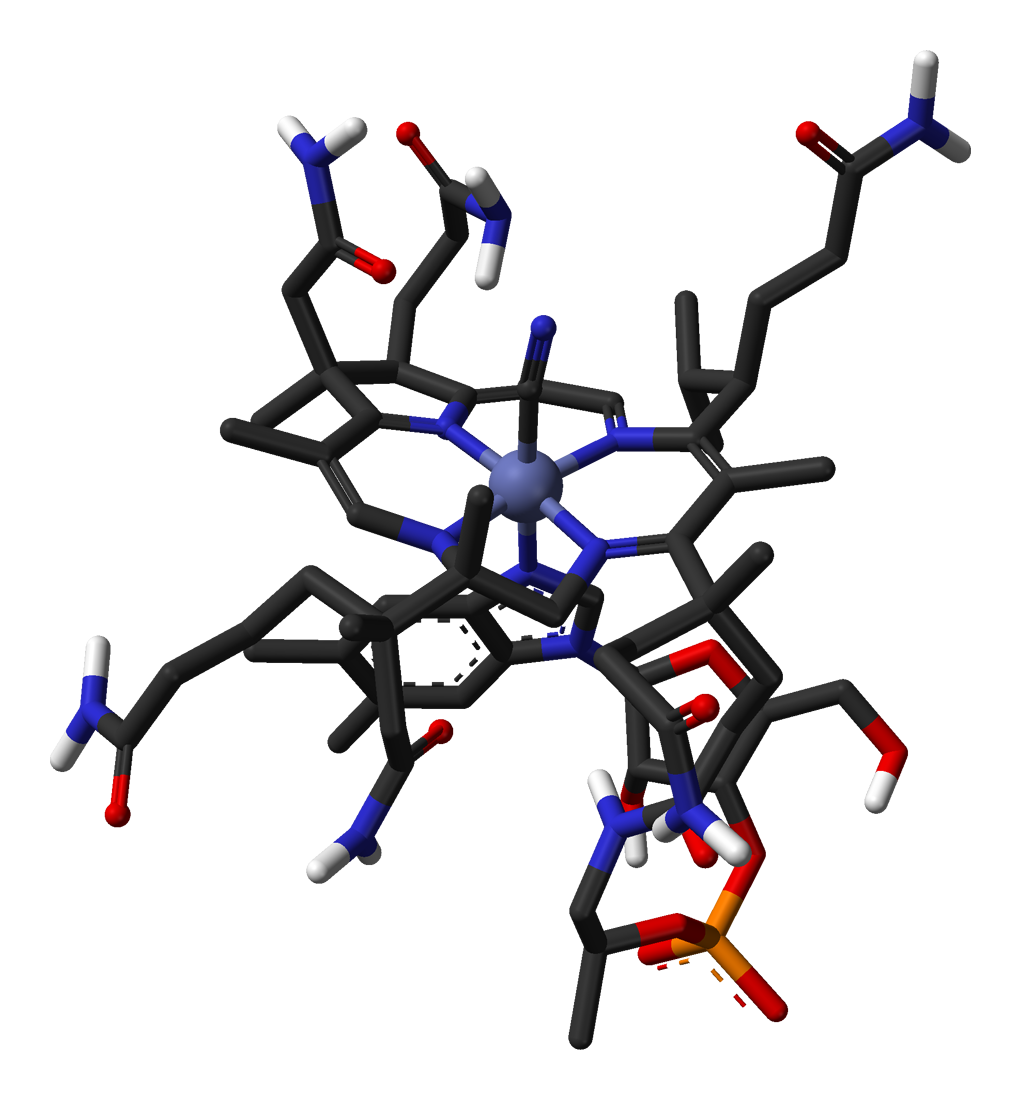
Modèle en bâtonnet de cyanocobalamine (vitamine B12), basé sur ce modèle de 3DChem.com

Le test de Schilling, nommé en l'honneur de Robert Frederick Schilling (1919-2014), permet d'explorer l'absorption de la vitamine B12, dans le but de déceler une anomalie de l'iléon distal (où est absorbée la vitamine B12), ou une carence en facteur intrinsèque.

## Processus
On procède une injection intramusculaire de vitamine B12 qui sature les sites récepteurs. 
Une capsule contenant de la vitamine B12 marquée au cobalt radioactif est donnée par voie orale la veille du test. La radioactivité urinaire est dosée au cours de 24 heures suivantes. Normalement, plus de 10 % de la dose ingérée est retrouvée dans les urines des premières 24 heures ; 
- si elle est inférieure à 10 % : il y a malabsorption[1]
- Chez le patient atteint d'Anémie pernicieuse, aussi dite de Biermer, qui ne résorbe pas la vitamine B12 donnée par voie orale, l'excrétion urinaire varie entre 0 et 7 % ;
- chez le sujet normal, 11 à 16 % de la radioactivité de la dose traceuse est retrouvée dans les urines des premières 24 heures.

Le test de Schilling se normalise pendant l'administration de facteur intrinsèque, mais non, évidemment, pendant le traitement à la vitamine B12.   
En cas d'exploration iléale; la capsule contient aussi du facteur intrinsèque permettant d'éviter la cause d'erreur liée à une pathologie gastrique associée.